# Ґлобіно
Ґлобіно (пол. Głobino) — село в Польщі, у гміні Слупськ Слупського повіту Поморського воєводства.
Населення — 566 осіб (2011).
У 1975-1998 роках село належало до Слупського воєводства.

## Демографія
Демографічна структура станом на 31 березня 2011 року:
|          | Загалом | Допрацездатний вік | Працездатний вік | Постпрацездатний вік |
| -------- | ------- | ------------------ | ---------------- | -------------------- |
| Чоловіки | 277     | 63                 | 195              | 19                   |
| Жінки    | 289     | 65                 | 189              | 35                   |
| Разом    | 566     | 128                | 384              | 54                   |